# Ojeh
Ojeh (tiếng Ả Rập: العوجة) là một ngôi làng Syria nằm ở Sinjar Nahiyah ở huyện Maarrat al-Nu'man, Idlib. Theo Cục Thống kê Trung ương Syria (CBS), Ojeh có dân số 1120 trong cuộc điều tra dân số năm 2004.